# 1130 هـ
1130 هـ هي سنة في التقويم الهجري امتدت مقابلةً في التقويم الميلادي بين سنتي 1717 و1718.

## مواليد
- محسن الأعرجي

## وفيات
- عبد الله الأفندي
- محمد الضبيري
- ملا جيون
- حسين آل نظمي، لغوي عراقي.